# Fred Chilton
Frederick Chilton (sinh ngày 10 tháng 7 năm 1935) là một cầu thủ bóng đá người Anh thi đấu ở vị trí hậu vệ cho Sunderland.